# Yucca arkansana
Yucca arkansana är en sparrisväxtart som beskrevs av William Trelease. Yucca arkansana ingår i släktet palmliljor, och familjen sparrisväxter. Inga underarter finns listade i Catalogue of Life.